# Marco Bleve
Marco Bleve (San Cesario di Lecce, Apulia, Italia; 18 de octubre de 1995) es un futbolista italiano. Juega de guardameta y su equipo actual es el Carrarese de la Serie C, a préstamo desde el Lecce.

## Trayectoria
Formado en las inferiores del Lecce, debutó con el primer equipo el 22 de septiembre de 2013 ante el Catanzaro por la Serie C.

## Clubes
| Club                      | País   | Año           |
| ------------------------- | ------ | ------------- |
| Lecce                     | Italia | 2013-presente |
| Martina Franca (préstamo) | Italia | 2014-2015     |
| Ternana (préstamo)        | Italia | 2017-2018     |
| Catanzaro (préstamo)      | Italia | 2020          |
| Carrarese (préstamo)      | Italia | 2023-presente |

## Palmarés

### Títulos nacionales
| Título  | Club  | País   | Año     |
| ------- | ----- | ------ | ------- |
| Serie B | Lecce | Italia | 2021-22 |